# Гуарабіра (мікрорегіон)
Гуарабіра (порт. Microrregião de Guarabira) — мікрорегіон в Бразилії, входить в штат Параїба. Складова частина мезорегіону Сільськогосподарський район штату Параїба. Населення становить 164 827 чоловік (на 2010 рік). Площа — 1 290,953 км². Густота населення — 127,68 чол./км².

## Склад мікрорегіону
До складу мікрорегіону включені наступні муніципалітети:
1. Алагоінья
2. Арасажи
3. Белен
4. Кайсара
5. Куйтежи
6. Дуас-Естрадас
7. Гуарабіра
8. Лагоа-ді-Дентру
9. Лоградору
10. Мулунгу
11. Пілойнзіньюс
12. Пірпірітуба
13. Серра-да-Раїс
14. Сертанзінью

| Бразилія | Це незавершена стаття з географії Бразилії. Ви можете допомогти проєкту, виправивши або дописавши її. |